# Contribution exceptionnelle de solidarité
Pour les articles homonymes, voir CES.
En France, la contribution exceptionnelle de solidarité (CES) est un prélèvement obligatoire destiné au régime de solidarité géré par l’État.
Cette contribution est assise sur la rémunération nette totale des salariés de la Fonction publique, à l'exclusion des remboursements de frais professionnels. Au 24 février 2017, son taux est fixé à 1 % du montant de l’assiette fiscale.
Elle est officiellement supprimée à partir du 1er janvier 2018.